# Siemianowice Śląskie
Siemianowice Śląskie (AFI: [ɕɛmjanɔˈvit͡sɛ ˈɕlɔ̃skjɛ]; in slesiano Śymjanowicy, in tedesco Siemianowitz-Laurahütte) è una città polacca di 72 451 abitanti (dato del 2006) della Polonia meridionale, nel voivodato della Slesia.

## Amministrazione

### Gemellaggi
Siemianowice Śląskie è gemellata con le seguenti città:
- Köthen
- Wattrelos
- Jablunkov
- Mohacz
- Câmpia Turzii